# Играта на Ендър (филм)
Играта на Ендър (на английски: Ender's Game) е американски научнофантастичен филм от 2013 г., базиран на едноименния роман на Орсън Кард.

## Актьорски състав
| Актьор          | Роля                  |
| --------------- | --------------------- |
| Ейса Бътърфилд  | Ендър Уигин           |
| Харисън Форд    | полковник Хайръм Граф |
| Бен Кингсли     | Мейзър Ракъм          |
| Хейли Стейнфелд | Петра Арканян         |
| Абигейл Бреслин | Валънтайн Уигин       |
| Вайола Дейвис   | Гуен Андерсън         |

## Награди и номинации
| Награда | Категория                          | Номиниран(и)                     | Резултат  |
| ------- | ---------------------------------- | -------------------------------- | --------- |
| Сатурн  | Най-добър научнофантастичен филм   | Най-добър научнофантастичен филм | номинация |
| Сатурн  | Най-добър актьор в поддържаща роля | Харисън Форд                     | номинация |
| Сатурн  | Най-добър млад актьор              | Ейса Бътърфилд                   | номинация |